# Rõuge sjöar
Rõuge sjöar (estniska: Rõuge järved) är  en grupp av sju sjöar i Rõuge kommun i landskapet Võrumaa i sydöstra Estland. Sjöarna bildar tillsammans en kedja på 6,5 kilometer i och nära småorten Rõuge, cirka 230 kilometer sydöst om huvudstaden Tallinn. I omgivningarna runt Rõuge sjöar växer i huvudsak blandskog.
Trakten ingår i den hemiboreala klimatzonen. Årsmedeltemperaturen i trakten är 1 °C. Den varmaste månaden är juli, då medeltemperaturen är 17 °C, och den kallaste är februari, med −12 °C.

## Sjöar
| Namn         | Areal (ha) | Höjd (m ö.h.) | Maxdjup (m) |
| ------------ | ---------- | ------------- | ----------- |
| Kahrila järv | 35,2       | 98,5          | 16,4        |
| Kaussjärv    | 2          | 115           | 24,5        |
| Liinjärv     | 3,5        | 117           | 11,5        |
| Ratasjärv    | 6,3        | 108,7         | 19          |
| Suurjärv     | 13,5       | 115,9         | 38          |
| Tõugjärv     | 4,2        | 108           | 17          |
| Valgjärv     | 4          | 117           | 12,6        |